# トルネーシアン
| 累代        | 代     | 紀           | 基底年代 Mya |
| ----------- | ------ | ------------ | ------------ |
| 顕生代      | 新生代 | 第四紀       | 2.58         |
| 顕生代      | 新生代 | 新第三紀     | 23.03        |
| 顕生代      | 新生代 | 古第三紀     | 66           |
| 顕生代      | 中生代 | 白亜紀       | 145          |
| 顕生代      | 中生代 | ジュラ紀     | 201.3        |
| 顕生代      | 中生代 | 三畳紀       | 251.902      |
| 顕生代      | 古生代 | ペルム紀     | 298.9        |
| 顕生代      | 古生代 | 石炭紀       | 358.9        |
| 顕生代      | 古生代 | デボン紀     | 419.2        |
| 顕生代      | 古生代 | シルル紀     | 443.8        |
| 顕生代      | 古生代 | オルドビス紀 | 485.4        |
| 顕生代      | 古生代 | カンブリア紀 | 541          |
| 原生代      | 原生代 | 原生代       | 2500         |
| 太古代      | 太古代 | 太古代       | 4000         |
| 冥王代      | 冥王代 | 冥王代       | 4600         |
| 1. 2. 3. 4. |        |              |              |

トルネーシアン（英: Tournaisian）は、国際層序委員会によって定められた地質学用語である、地質時代名の一つ。3億5890万年前（誤差40万年）から3億4670万年前（誤差40万年）にあたる、石炭紀ミシシッピアン亜紀（前期石炭紀）を三分した前期である。前の期は後期デボン紀を二分した後期ファメニアン、続く期は前期石炭紀中期ビゼーアン。模式地は南フランスに位置する。トゥルネー期とも呼ばれる。

## 層序
トルネーシアン階の基底、すなわち石炭系の基底はかつてアンモナイトの種 Gattendorfia subinvoluta が使用されていたが、現在では基底のすぐ上に位置する。現在では石炭系の基底はシフォノデラ属のコノドント Siphonodella praesulcata から進化して Sipohonodella sulcate が初出現する場である。トルネーシアンの国際標準模式層断面及び地点(GSSP)は南部フランスのエロー県Cabrières村の La Serre hill の山頂近くである。
トルネーシアン階は北アメリカの地域的な地質区分ではKinderhookian階と下部Osagean階に対応し、中国ではTangbagouan階に対応する。イギリスの層序では、トルネーシアンは3つの亜階からなり、下からHastarian、Ivorian、下部Chadian（上部はビゼーアン階に入る）である。

## 環境
後のアジアとなる地域では火山活動があった時期にあたる。中華人民共和国新疆ウイグル自治区東天山に分布するTrukestan累層は安山岩などの火山岩で構成されており、火山活動の時期はデボン紀とビゼーアンが有力視されるが、トルネーシアンも候補の1つに挙げられている。Tisnab累層の下に横たわる凝灰岩と輝緑岩の層もまた、東天山と同等の前期石炭紀前期にあたるとされる。さらに顕著な火山凝灰岩と集塊岩も、南山東部のビゼーアン前の老君山礫岩中に確認されている。同じく中国の広西チワン族自治区欽州市板城の周囲には、中期デボン紀ジベティアンからトルネーシアンまでに相当する珪質岩層が分布する。

## 生物
後期デボン紀の大量絶滅が終わった後も、その絶滅事変の爪痕は生物に残されていた。デボン紀に続く石炭紀の最初の1500万年間、すなわちトルネーシアンと初期のビゼーアンの間は陸上動物の化石がほとんど産出していない。この空白期は古生物学者アルフレッド・ローマーにちなんでローマーの空白と呼ばれる。また、2020年1月の中国科学院南京地質古生物研究所の発表によると、海洋生態系が大量絶滅以前の多様性を回復するまでには3600万年を要しており、トルネーシアンの間には大規模なサンゴ礁やそこに生息する多様な生物は出現していなかった。
中国西北部に分布する上部トルネーシアン階からビゼーアン階にかけては腕足動物グランディスピリファー・ミルケンシス (Grandispirifer mylkensis) が報告されている。

### 日本で確認されている生物化石
日本の山口県に分布する秋吉石灰岩の最下部に位置する凝灰質頁岩から産出するレンズ状石灰岩からは、トルネーシアンのコノドント化石が得られており、秋吉石灰岩の時代範囲をトルネーシアンまで遡ることができる。生物礁の形成は火山活動がおおよそ終了したトルネーシアンからビゼーアンに始まった。先駆生物としてウミユリが火山体上に繁栄し、続いて外肛動物（コケムシ）が参入する形で初期の礁が形成されていった。
日本の東北地方に分布する南部北上帯奥火の土地域の尻高沢層からは、Schizophoria pinguis や S. mayesensis、Unispirifer kozuboensis などのトルネーシアンの腕足動物から構成される動物群が産出している。同じく南部北上帯の岩手県日頃市地域にもトルネーシアン階が分布する。長安寺付近に分布する砂岩頁岩層もトルネーシアンかあるいはそれに近い時代の地層であると長らく考えられていたが、セルアトリパやキルトスピリファーなど後期デボン紀の腕足動物化石が産出しているため上部デボン系と考えられている。